# Premier district congressionnel de l'Utah
Le 1er district congressionnel de l'Utah dessert la zone nord de l'Utah, y compris les villes d'Ogden, Logan, Park City, Layton, Clearfield, Salt Lake City et la moitié nord du Grand Lac Salé.
Le Représentant actuel de la Chambre des représentants des États-Unis du district est le Républicain Blake Moore.
Le Président George W. Bush a obtenu 73 % des voix dans cette circonscription en 2004. Avec un indice CPVI de R+26 en 2004, le 1er district a battu de peu trois autres districts qui ont obtenu un score R+25 pour devenir le district le plus républicain du pays.

## Historique de vote

### Résultats sous les frontières actuelles (depuis 2023)
| Année | Poste     | Résultats             |
| ----- | --------- | --------------------- |
| 2016  | Président | Trump 43,7 % - 28,5 % |
| 2020  | Président | Trump 57,0 % - 37,6 % |

### Résultats sous les anciennes frontières (2013 - 2023)[2],[3]
| Année | Poste     | Résultats              |
| ----- | --------- | ---------------------- |
| 2008  | Président | McCain 68,0 % - 29,0 % |
| 2012  | Président | Romney 77,0 % - 20,0 % |
| 2016  | Président | Trump 50,0 % - 22,0 %  |
| 2020  | Président | Trump 64,0 % - 32,0 %  |

### Résultats sous les anciennes frontières (2003 - 2013)[4]
| Année | Poste     | Résultats              |
| ----- | --------- | ---------------------- |
| 2008  | Président | McCain 68,0 % - 29,0 % |
| 2012  | Président | Romney 77,0 % - 20,0 % |
| 2016  | Président | Trump 50,0 % - 22,0 %  |

## Liste des Représentants du district
Jusqu'à 1913, le district n'avait qu'un seul district at-large.
| Membre                          | Parti       | Années                          | Congrès     | Histoire électorale | Zone géographique |
| ------------------------------- | ----------- | ------------------------------- | ----------- | --- | ----------------- |
| District établit le 4 mars 1913 |             |                                 |             | |                   |
| Joseph Howell                   | Républicain | 4 mars 1913 - 3 mars 1917       | 63e , 64e   | Redécoupage depuis le district at-large et réélu en 1912. Réélu en 1914. Retrait. |                   |
| Milton H. Welling (en)          | Démocrate   | 4 mars 1917 - 3 mars 1921       | 65e , 66e   | Élu en 1916. Réélu en 1918. Retrait pour se présenter comme Sénateur des États-Unis. |                   |
| Don B. Colton (en)              | Républicain | 4 mars 1921 - 3 mars 1933       | 67e - 72e   | Élu en 1920. Réélu en 1922. Réélu en 1924. Réélu en 1926. Réélu en 1928. Réélu en 1930. Perd sa réélection. |                   |
| Abe Murdock                     | Démocrate   | 4 mars 1933 - 3 janvier 1941    | 73e - 76e   | Élu en 1932. Réélu en 1934. Réélu en 1936. Réélu en 1938. Retrait pour se présenter comme Sénateur des États-Unis.                                                                                                |                   |
| Walter K. Granger (en)          | Démocrate   | 3 janvier 1941 - 3 janvier 1953 | 77e - 82e   | Élu en 1940. Réélu en 1942. Réélu en 1944. Réélu en 1946. Réélu en 1948. Réélu en 1950. Retrait pour se présenter comme Sénateur des États-Unis.                                                                  |                   |
| Douglas R. Stringfellow (en)    | Républicain | 3 janvier 1953 - 3 janvier 1955 | 83e         | Élu en 1952. Renominé, mais remplacé sur le bulletin pour cause de scandale. |                   |
| Henry Aldous Dixon (en)         | Républicain | 3 janvier 1955 - 3 janvier 1961 | 84e - 86e   | Élu en 1954. Réélu en 1956. Réélu en 1958. Retrait. |                   |
| M. Blaine Peterson (en)         | Démocrate   | 3 janvier 1961 - 3 janvier 1963 | 87e         | Élu en 1960. Perd sa réélection. |                   |
| Laurence J. Burton (en)         | Républicain | 3 janvier 1963 - 3 janvier 1971 | 88e - 91e   | Élu en 1962. Réélu en 1964. Réélu en 1966. Réélu en 1968. Retrait pour se présenter comme Sénateur des États-Unis.                                                                                                |                   |
| K. Gunn McKay (en)              | Démocrate   | 3 janvier 1971 - 3 janvier 1981 | 92e - 96e   | Élu en 1970. Réélu en 1972. Réélu en 1974. Réélu en 1976. Réélu en 1978. Perd sa réélection. |                   |
| Jim Hansen (en)                 | Républicain | 3 janvier 1981 - 3 janvier 2003 | 97e - 107e  | Élu en 1980. Réélu en 1982. Réélu en 1984. Réélu en 1986. Réélu en 1988. Réélu en 1990. Réélu en 1992. Réélu en 1994. Réélu en 1996. Réélu en 1998. Réélu en 2000. Retrait.                                       |                   |
| Rob Bishop                      | Républicain | 3 janvier 2003 - 3 janvier 2021 | 108e - 116e | Élu en 2002. Réélu en 2004. Réélu en 2006. Réélu en 2008. Réélu en 2010. Réélu en 2012. Réélu en 2014. Réélu en 2016. Réélu en 2018. Retrait pour rejoindre le ticket de campagne de Gouverneur de Thomas Wrigth. | 2003–2013:        |
| Rob Bishop                      | Républicain | 3 janvier 2003 - 3 janvier 2021 | 108e - 116e | Élu en 2002. Réélu en 2004. Réélu en 2006. Réélu en 2008. Réélu en 2010. Réélu en 2012. Réélu en 2014. Réélu en 2016. Réélu en 2018. Retrait pour rejoindre le ticket de campagne de Gouverneur de Thomas Wrigth. | 2013–2023:        |
| Blake Moore                     | Républicain | 3 janvier 2021 - Présent        | 117e , 118e | Élu en 2020. Réélu en 2022. |                   |
| Blake Moore                     | Républicain | 3 janvier 2021 - Présent        | 117e , 118e | Élu en 2020. Réélu en 2022. | 2023–Présent:     |

## Résultats des récentes élections
Voici les résultats des dix précédents cycles électoraux dans le district.

### 2004
| Élection de 2004 du 1er district congressionnel de l'Utah | Élection de 2004 du 1er district congressionnel de l'Utah | Élection de 2004 du 1er district congressionnel de l'Utah | Élection de 2004 du 1er district congressionnel de l'Utah | Élection de 2004 du 1er district congressionnel de l'Utah |
| --------------------------------------------------------- | --------------------------------------------------------- | --------------------------------------------------------- | --------------------------------------------------------- | --------------------------------------------------------- |
| Parti                                                     | Parti                                                     | Candidat                                                  | Votes                                                     | %                                                         |
|                                                           | Républicain                                               | Rob Bishop (sortant)                                      | 199 615                                                   | 67,91                                                     |
|                                                           | Démocrate                                                 | Steven Thompson                                           | 85 630                                                    | 29,13                                                     |
|                                                           | Constitution                                              | Charles Johnston                                          | 4510                                                      | 1,53                                                      |
|                                                           | Personal Choice (en)                                      | Richard W. Soderberg                                      | 4206                                                      | 1,43                                                      |
| Total des votes                                           | Total des votes                                           | Total des votes                                           | 293 961                                                   | 100 %                                                     |
|                                                           | Les Républicains conservent                               |                                                           |                                                           |                                                           |

### 2006
| Élection de 2006 du 1er district congressionnel de l'Utah | Élection de 2006 du 1er district congressionnel de l'Utah | Élection de 2006 du 1er district congressionnel de l'Utah | Élection de 2006 du 1er district congressionnel de l'Utah | Élection de 2006 du 1er district congressionnel de l'Utah |
| --------------------------------------------------------- | --------------------------------------------------------- | --------------------------------------------------------- | --------------------------------------------------------- | --------------------------------------------------------- |
| Parti                                                     | Parti                                                     | Candidat                                                  | Votes                                                     | %                                                         |
|                                                           | Républicain                                               | Rob Bishop (sortant)                                      | 112 546                                                   | 63,06                                                     |
|                                                           | Démocrate                                                 | Steven Olsen                                              | 57 922                                                    | 32,45                                                     |
|                                                           | Constitution                                              | Mark Hudson                                               | 5539                                                      | 3,10                                                      |
|                                                           | Libertarien                                               | Lynn Badler                                               | 2467                                                      | 1,38                                                      |
| Total des votes                                           | Total des votes                                           | Total des votes                                           | 178 474                                                   | 100 %                                                     |
|                                                           | Les Républicains conservent                               |                                                           |                                                           |                                                           |

### 2008
| Élection de 2008 du 1er district congressionnel de l'Utah | Élection de 2008 du 1er district congressionnel de l'Utah | Élection de 2008 du 1er district congressionnel de l'Utah | Élection de 2008 du 1er district congressionnel de l'Utah | Élection de 2008 du 1er district congressionnel de l'Utah |
| --------------------------------------------------------- | --------------------------------------------------------- | --------------------------------------------------------- | --------------------------------------------------------- | --------------------------------------------------------- |
| Parti                                                     | Parti                                                     | Candidat                                                  | Votes                                                     | %                                                         |
|                                                           | Républicain                                               | Rob Bishop (sortant)                                      | 196 799                                                   | 64,85                                                     |
|                                                           | Démocrate                                                 | Morgan E. Bowen                                           | 92 469                                                    | 30,47                                                     |
|                                                           | Constitution                                              | Kirk D. Pearson                                           | 7397                                                      | 2,44                                                      |
|                                                           | Libertarien                                               | Joseph Geddes Buchman                                     | 6780                                                      | 2,23                                                      |
| Total des votes                                           | Total des votes                                           | Total des votes                                           | 303 445                                                   | 100 %                                                     |
|                                                           | Les Républicains conservent                               |                                                           |                                                           |                                                           |

### 2010
| Élection de 2010 du 1er district congressionnel de l'Utah | Élection de 2010 du 1er district congressionnel de l'Utah | Élection de 2010 du 1er district congressionnel de l'Utah | Élection de 2010 du 1er district congressionnel de l'Utah | Élection de 2010 du 1er district congressionnel de l'Utah |
| --------------------------------------------------------- | --------------------------------------------------------- | --------------------------------------------------------- | --------------------------------------------------------- | --------------------------------------------------------- |
| Parti                                                     | Parti                                                     | Candidat                                                  | Votes                                                     | %                                                         |
|                                                           | Républicain                                               | Rob Bishop (sortant)                                      | 135 247                                                   | 69,19                                                     |
|                                                           | Démocrate                                                 | Morgan E. Bowen                                           | 46 765                                                    | 23,93                                                     |
|                                                           | Constitution                                              | Kirk D. Pearson                                           | 9143                                                      | 4,68                                                      |
|                                                           | Libertarien                                               | Jared Paul Stratton                                       | 4307                                                      | 2,20                                                      |
| Total des votes                                           | Total des votes                                           | Total des votes                                           | 195 462                                                   | 100 %                                                     |
|                                                           | Les Républicains conservent                               |                                                           |                                                           |                                                           |

### 2012
| Élection de 2012 du 1er district congressionnel de l'Utah | Élection de 2012 du 1er district congressionnel de l'Utah | Élection de 2012 du 1er district congressionnel de l'Utah | Élection de 2012 du 1er district congressionnel de l'Utah | Élection de 2012 du 1er district congressionnel de l'Utah |
| --------------------------------------------------------- | --------------------------------------------------------- | --------------------------------------------------------- | --------------------------------------------------------- | --------------------------------------------------------- |
| Parti                                                     | Parti                                                     | Candidat                                                  | Votes                                                     | %                                                         |
|                                                           | Républicain                                               | Rob Bishop (sortant)                                      | 135 247                                                   | 69,19                                                     |
|                                                           | Démocrate                                                 | Donna McAleer                                             | 55 740                                                    | 24,70                                                     |
|                                                           | Constitution                                              | Sherry Phipps                                             | 8603                                                      | 3,80                                                      |
| Total des votes                                           | Total des votes                                           | Total des votes                                           | 225 889                                                   | 100 %                                                     |
|                                                           | Les Républicains conservent                               |                                                           |                                                           |                                                           |

### 2014
| Élection de 2014 du 1er district congressionnel de l'Utah | Élection de 2014 du 1er district congressionnel de l'Utah | Élection de 2014 du 1er district congressionnel de l'Utah | Élection de 2014 du 1er district congressionnel de l'Utah | Élection de 2014 du 1er district congressionnel de l'Utah |
| --------------------------------------------------------- | --------------------------------------------------------- | --------------------------------------------------------- | --------------------------------------------------------- | --------------------------------------------------------- |
| Parti                                                     | Parti                                                     | Candidat                                                  | Votes                                                     | %                                                         |
|                                                           | Républicain                                               | Rob Bishop (sortant)                                      | 84 231                                                    | 64,78                                                     |
|                                                           | Démocrate                                                 | Donna McAleer                                             | 36 422                                                    | 28,01                                                     |
|                                                           | Libertarien                                               | Craig Bowden                                              | 4847                                                      | 3,73                                                      |
|                                                           | Independent American                                      | Dwayne A. Vance                                           | 4534                                                      | 3,49                                                      |
| Total des votes                                           | Total des votes                                           | Total des votes                                           | 130 034                                                   | 100 %                                                     |
|                                                           | Les Républicains conservent                               |                                                           |                                                           |                                                           |

### 2016
| Élection de 2016 du 1er district congressionnel de l'Utah | Élection de 2016 du 1er district congressionnel de l'Utah | Élection de 2016 du 1er district congressionnel de l'Utah | Élection de 2016 du 1er district congressionnel de l'Utah | Élection de 2016 du 1er district congressionnel de l'Utah |
| --------------------------------------------------------- | --------------------------------------------------------- | --------------------------------------------------------- | --------------------------------------------------------- | --------------------------------------------------------- |
| Parti                                                     | Parti                                                     | Candidat                                                  | Votes                                                     | %                                                         |
|                                                           | Républicain                                               | Rob Bishop (sortant)                                      | 182 928                                                   | 65,9                                                      |
|                                                           | Démocrate                                                 | Peter C. Clemens                                          | 73 381                                                    | 26,4                                                      |
|                                                           | Libertarien                                               | Craig Bowden                                              | 16 296                                                    | 5,9                                                       |
|                                                           | Indépendant                                               | Chadwick H. Fairbanks III                                 | 4850                                                      | 1,7                                                       |
| Total des votes                                           | Total des votes                                           | Total des votes                                           | 277 455                                                   | 100 %                                                     |
|                                                           | Les Républicains conservent                               |                                                           |                                                           |                                                           |

### 2018
| Élection de 2018 du 1er district congressionnel de l'Utah | Élection de 2018 du 1er district congressionnel de l'Utah | Élection de 2018 du 1er district congressionnel de l'Utah | Élection de 2018 du 1er district congressionnel de l'Utah | Élection de 2018 du 1er district congressionnel de l'Utah |
| --------------------------------------------------------- | --------------------------------------------------------- | --------------------------------------------------------- | --------------------------------------------------------- | --------------------------------------------------------- |
| Parti                                                     | Parti                                                     | Candidat                                                  | Votes                                                     | %                                                         |
|                                                           | Républicain                                               | Rob Bishop (sortant)                                      | 156 692                                                   | 61,6                                                      |
|                                                           | Démocrate                                                 | Lee Castillo                                              | 63 308                                                    | 24,9                                                      |
|                                                           | United Utah (en)                                          | Eric Eliason                                              | 29 547                                                    | 11,6                                                      |
|                                                           | Vert                                                      | Adam Davis                                                | 4786                                                      | 1,9                                                       |
| Total des votes                                           | Total des votes                                           | Total des votes                                           | 254 333                                                   | 100 %                                                     |
|                                                           | Les Républicains conservent                               |                                                           |                                                           |                                                           |

### 2020
| Élection de 2020 du 1er district congressionnel de l'Utah | Élection de 2020 du 1er district congressionnel de l'Utah | Élection de 2020 du 1er district congressionnel de l'Utah | Élection de 2020 du 1er district congressionnel de l'Utah | Élection de 2020 du 1er district congressionnel de l'Utah |
| --------------------------------------------------------- | --------------------------------------------------------- | --------------------------------------------------------- | --------------------------------------------------------- | --------------------------------------------------------- |
| Parti                                                     | Parti                                                     | Candidat                                                  | Votes                                                     | %                                                         |
|                                                           | Républicain                                               | Blake Moore                                               | 237 988                                                   | 69,52                                                     |
|                                                           | Démocrate                                                 | Darren Parry                                              | 104 194                                                   | 30,43                                                     |
|                                                           | Write-In                                                  | Write-In                                                  | 169                                                       | 0,05                                                      |
| Total des votes                                           | Total des votes                                           | Total des votes                                           | 342 351                                                   | 100 %                                                     |
|                                                           | Les Républicains conservent                               |                                                           |                                                           |                                                           |

### 2022
| Primaire Républicaine de 2022 du 1er district congressionnel de l'Utah | Primaire Républicaine de 2022 du 1er district congressionnel de l'Utah | Primaire Républicaine de 2022 du 1er district congressionnel de l'Utah | Primaire Républicaine de 2022 du 1er district congressionnel de l'Utah | Primaire Républicaine de 2022 du 1er district congressionnel de l'Utah |
| ---------------------------------------------------------------------- | ---------------------------------------------------------------------- | ---------------------------------------------------------------------- | ---------------------------------------------------------------------- | ---------------------------------------------------------------------- |
| Parti                                                                  | Parti                                                                  | Candidat                                                               | Votes                                                                  | %                                                                      |
|                                                                        | Républicain                                                            | Blake Moore (sortant)                                                  | 58 408                                                                 | 57,6                                                                   |
|                                                                        | Républicain                                                            | Andrew Badger                                                          | 28 437                                                                 | 28,0                                                                   |
|                                                                        | Républicain                                                            | Tina Cannon                                                            | 14 577                                                                 | 14,4                                                                   |

| Primaire Démocrate de 2022 du 1er district congressionnel de l'Utah | Primaire Démocrate de 2022 du 1er district congressionnel de l'Utah | Primaire Démocrate de 2022 du 1er district congressionnel de l'Utah | Primaire Démocrate de 2022 du 1er district congressionnel de l'Utah | Primaire Démocrate de 2022 du 1er district congressionnel de l'Utah |
| ------------------------------------------------------------------- | ------------------------------------------------------------------- | ------------------------------------------------------------------- | ------------------------------------------------------------------- | ------------------------------------------------------------------- |
| Parti                                                               | Parti                                                               | Candidat                                                            | Votes                                                               | %                                                                   |
|                                                                     | Démocrate                                                           | Rick Jones                                                          | 1461                                                                | 100                                                                 |

| Élection de 2022 du 1er district congressionnel de l'Utah | Élection de 2022 du 1er district congressionnel de l'Utah | Élection de 2022 du 1er district congressionnel de l'Utah | Élection de 2022 du 1er district congressionnel de l'Utah | Élection de 2022 du 1er district congressionnel de l'Utah |
| --------------------------------------------------------- | --------------------------------------------------------- | --------------------------------------------------------- | --------------------------------------------------------- | --------------------------------------------------------- |
| Parti                                                     | Parti                                                     | Candidat                                                  | Votes                                                     | %                                                         |
|                                                           | Républicain                                               | Blake Moore (sortant)                                     | 178 434                                                   | 67,0                                                      |
|                                                           | Démocrate                                                 | Rick Jones                                                | 87 986                                                    | 33,0                                                      |
| Total des votes                                           | Total des votes                                           | Total des votes                                           | 266 420                                                   | 100 %                                                     |
|                                                           | Les Républicains conservent                               |                                                           |                                                           |                                                           |

### 2024
Les Primaires Démocrates et Libertariennes ont été annulées. Bill Campbell (D) et Daniel Cottam (L) avancent vers l'Élection Générale.
| Primaire Républicaine de 2024 du 1er district congressionnel de l'Utah | Primaire Républicaine de 2024 du 1er district congressionnel de l'Utah | Primaire Républicaine de 2024 du 1er district congressionnel de l'Utah | Primaire Républicaine de 2024 du 1er district congressionnel de l'Utah | Primaire Républicaine de 2024 du 1er district congressionnel de l'Utah |
| ---------------------------------------------------------------------- | ---------------------------------------------------------------------- | ---------------------------------------------------------------------- | ---------------------------------------------------------------------- | ---------------------------------------------------------------------- |
| Parti                                                                  | Parti                                                                  | Candidat                                                               | Votes                                                                  | %                                                                      |
|                                                                        | Républicain                                                            | Blake Moore (sortant)                                                  | 72 702                                                                 | 71,0                                                                   |
|                                                                        | Républicain                                                            | Paul Miller                                                            | 29 640                                                                 | 29,0                                                                   |

| Élection de 2024 du 1er district congressionnel de l'Utah | Élection de 2024 du 1er district congressionnel de l'Utah | Élection de 2024 du 1er district congressionnel de l'Utah | Élection de 2024 du 1er district congressionnel de l'Utah | Élection de 2024 du 1er district congressionnel de l'Utah |
| --------------------------------------------------------- | --------------------------------------------------------- | --------------------------------------------------------- | --------------------------------------------------------- | --------------------------------------------------------- |
| Parti                                                     | Parti                                                     | Candidat                                                  | Votes                                                     | %                                                         |
|                                                           | Républicain                                               | Blake Moore (sortant)                                     | TBD                                                       | TBD                                                       |
|                                                           | Démocrate                                                 | Bill Campbell                                             | TBD                                                       | TBD                                                       |
|                                                           | Libertarien                                               | Daniel Cottam                                             | TBD                                                       | TBD                                                       |
| Total des votes                                           | Total des votes                                           | Total des votes                                           | TBD                                                       | 100 %                                                     |
|                                                           |                                                           |                                                           |                                                           |                                                           |